# حمزة فغولي
حمزة فغولي (11 سبتمبر 1938 - 28 مارس 2025) ممثل جزائري المعروف بدور «ماما مسعودة».

## السيرة
كان أحد أشهر الفنانين الفكاهيين في الجزائر، حيث اشتهر بأدائه لدور الأم الحنون «ماما مسعودة» ضمن الثنائي الفكاهي التربوي الذي جمعه بالفنان رؤوف إيقاش، المعروف بـ«حديدوان»، في سبعينيات وثمانينيات القرن العشرين.
كما عُرف بشخصية «قويدر الزدام»، وهو دور فكاهي أدّاه في فيلم الطاكسي المخفي (1989) للمخرج بن عمر بختي. وشارك أيضًا في أعمال سينمائية أخرى، مثل شرف القبيلة (1993) لمحمود زموري، وموريتوري (2007) لعكاشة تويتة، وغيرها.
أما على الصعيد التلفزيوني، فقد ظهر في عدة أعمال، منها مسلسل كيد الزمن، دار الجيران، وسلسلة بوضو وقهوة ميمون.

## الأفلام

### المسرح
- 1990: ماما مسعودة

### السينما
- 1981: الصحرا، لأحمد بن كاملة
- 1986: ميدالية لحسان
- 1989: الطاكسي المخفي، لبن عمر بختي
- 1993: شرف القبيلة، لمحمود زموري، في دور مولاي البوشي
- 2006: Beur blanc rouge، لمحمود زموري، في دور حاج عمر
- 2007: موريتوري، لعكاشة تويتة

### التلفاز
- 1999: كيد الزمن
- 2012: قهوة ميمون الحلقة 17، في دور يوغرطة
- 2012: دار الجيران، في دور حمزة
- 2013-2014-2015-2016: بوضو، في دور حمزة
- 2015: رايح جاي (حلقة واحدة)

## الوفاة
توفي فجر يوم الجمعة، 28 مارس 2025، عن عمر ناهز السادسة والثمانين، بعد صراع مع المرض. وكان فغولي قد نُقل قبل أيامٍ من وفاته إلى مستشفى فرانس فانون بولاية البليدة لتلقي العلاج، حيث تدهورت حالته الصحية، بحيث ذكر ابنه خالد فغولي أن والده لم يكن يتمكن من التعرف على أيّ من أفراد عائلته.

## روابط خارجية
- حمزة فغولي على موقع IMDb (الإنجليزية)
- حمزة فغولي على موقع ألو سيني (الفرنسية)